# 十和田市立三本木中学校
十和田市立三本木中学校（とわだしりつさんぼんぎちゅうがっこう）は青森県十和田市にある公立中学校。地元では「三中」（さんちゅう）と呼ばれることもある。

## 概要
- 住所:〒034-0081 青森県十和田市西十三番町5-24

## 沿革
- 1947年（昭和22年）
  - 4月1日 - 三本木町立三本木中学校が開校[1]。当時は、三本木小学校や三本木高校及び三本木農業高校の校舎の一部も借用した。
  - 4月22日 - 開校式挙行。
  - 5月20日 - 校章制定。
  - 5月21日 - 校歌々詞制定。
  - 7月29日 - 校歌作曲完了。
- 1948年（昭和23年）
  - 5月30日 - 旧軍馬厩舎を改築した、新校舎第一期工事完成。
  - 6月18日 - 第1学年と第3学年生徒を新校舎に収容。第2学年生徒は、三本木小学校に残留。
- 1949年（昭和24年）
  - 2月20日 - 第二期工事完成。
  - 4月 - 第1学年4学級は、三本木高校校舎借用。他は新校舎使用。
- 1950年（昭和25年）
  - 6月30日 - 下切田中学校に生徒67名移籍。
  - 11月25日 - 第三期工事完成。
  - 12月1日 - 新校舎に移転。
- 1951年（昭和26年）12月20日 - 第四期工事（体育館）完成。
- 1952年（昭和27年）5月16日 - 第五期工事（図書室・音楽室）完成。
- 1955年（昭和30年）2月1日 - 三本木町の市制施行により、三本木市立三本木中学校と改称。
- 1956年（昭和31年）
  - 4月7日 - 特殊学級設置。
  - 10月10日 - 市名変更により、十和田市立三本木中学校と改称。
- 1961年（昭和36年）4月 - 第二中学校（後の南中学校）分離。
- 1968年（昭和43年）3月24日 - 新築校舎第一期工事完成。
- 1969年（昭和44年）12月6日 - 第二期工事（体育館）完成。
- 1972年（昭和47年）3月31日 - 第三期工事（管理棟）完成。
- 1993年（平成5年）4月17日 - 旧3市以外では初の「難聴学級」こだま学級開校[2]。
- 2017年（平成29年）夏 - 新校舎建設に伴い、図書室等の解体工事開始[3]。
- 2018年（平成30年）
  - 3月 - 複合体育館建築工事竣工[4]。
  - 7月30日 - 新校舎建設工事安全祈願祭挙行[5]。
- 2019年（令和元年）
  - 11月 - 新校舎建設工事完了。
  - 12月2日 - 新校舎での授業開始[6]。
- 2021年（令和3年）3月 - 外構整備工事完了。

## 通学区域
出典
- 稲生町
- 東一番町（1番～3番）
- 東二番町（1番・2番）
- 東三番町（1番～4番・5番(1号～24号・51号～55号)）
- 西一番町
- 西二番町
- 西三番町
- 西十一番町
- 西十二番町
- 西十三番町
- 西十四番町（21番～41番・43番～48番・50番）
- 西十五番町（14番～41番・43番）
- 西十六番町（19番～33番）
- 西二十一番町
- 西二十二番町
- 西二十三番町
- 大字三本木（字並木西・字西小稲）
- 大字相坂（字白上の一部）

## 周辺
- 十和田市民プール
- 中央公園
- 上北地域県民局
- 社会福祉法人至誠会第五白菊保育園 - 十和田市道をはさんで、敷地が隣接。
- 一般社団法人済誠会十和田済誠会病院附属十和田准看護学院
- 十和田市役所
- 十和田市保健センター
- 十和田市立中央病院
- 十和田市民図書館

## アクセス
- 十和田観光電鉄バス十和田線・万内線・野辺地線・立崎線で、「中央病院」バス停下車後、約520m・約8分。
  - 学校敷地からバス停留所まで、直線距離では約210mだが、道路形状と校門設置個所の関係で、遠廻りとなる。
- 十和田市役所から、約360ｍ、徒歩で約5分・自動車で約1分。

## 出身有名人
- SUPERCAR - メンバーの中村弘二(Vo.G)、いしわたり淳治（3年生の時生徒会長を務める）(G)、田沢公大(Dr)が三本木中学卒業生（フルカワミキ(B.Vo)は八戸市出身）。
- 舞風昌宏 - 元大相撲力士
- 熊谷浩二 - 元Jリーガー
- 杉浦一徳 - カプコン、モンスターハンター フロンティア オンラインのプロデューサー兼 東京制作部長
- 中野渡詔子 - 元衆議院議員

## 参考資料
- 『十和田市史 上巻』（十和田市・1976年9月1日発行）「第四篇 教育・第二章 学校教育・第五節 現在の教育」779頁「五 市内小中学校沿革・○中学校・三本木中学校」（昭和時代まで）